# Хедвиг фон Мекленбург-Гюстров
Хедвиг Елеанора фон Мекленбург-Гюстров (на немски: Hedwig Eleanore von Mecklenburg-Güstrow; * 11 януари 1666, Гюстров; † 19 август 1735, Цьорбиг) е принцеса от Мекленбург-Гюстров и чрез женитба херцогиня на Саксоноя-Мерзебург-Цьорбиг (1691 – 1715).

## Живот
Дъщеря е на херцог Густав Адолф фон Мекленбург (1633 – 1695) и херцогиня Магдалена Сибила фон Шлезвиг-Холщайн-Готорп (1631 – 1719).
Хедвиг се омъжва на 1 декември 1686 г. в Гюстров за херцог Август фон Саксония-Мерзебург-Цьорбиг (1655 – 1715) от рода на Албертинските Ветини, третият син на херцог Кристиан I фон Саксония-Мерзебург (1615 – 1691) и съпругата му Кристиана фон Шлезвиг-Холщайн-Зондербург-Глюксбург (1634 – 1701).
След смъртта на нейния съпруг на 27 март 1715 г. Хедвиг и дъщеря им Каролина получават дворец Цьорбиг като вдовишка резиденция. Хедвиг умира на 69 години в дворец Цьорбиг и е погребана в катедралата на Мерзебург.

## Деца
Хедвиг и Август фон Саксония-Мерзебург-Цьорбиг имат децата:
- Христина Магдалена (1687 – 1689)
- мъртвородена дъщеря (1689)
- Каролина Августа (1691 – 1747)
- Хедвиг Елеанора (1693 – 1693)
- Густав Фридрих (1694 – 1695)
- Август (1696 – 1696)
- мъртвородени близнаци (*/†1707)